# Emiel Vandepitte
Emiel Vandepitte, né le 14 novembre 1910 à  Hooglede (Belgique) et mort le 4 novembre 2005 à Roulers (Belgique) est un coureur cycliste belge, professionnel de 1934 à 1939.

## Biographie
« Emiel a travaillé comme ouvrier dans une briqueterie. Il commence le vélo après un pari entre collègues à l'âge de vingt ans mais il fait sa véritable percée après son service militaire. En 1932, il remporte 32 courses avec, cerise sur le gâteau, le Championnat de Flandre des débutants. Un an plus tard, Emiel fait ses débuts chez les juniors, ce qui lui a valu 19 places sur le podium. En 1934, il est devenu indépendant et professionnel l'année suivante. 
Dans sa première année en tant que pro, Vandepitte termine septième au classement général du Tour de Belgique. Pour les soins, il pouvait compter sur le soutien de ses frères Paul et Gustaaf. René Trybou, l'atelier de réparation de vélos de la Rabottelstraat, était, outre son technicien, également son patron cycliste. Il n'est pas rare que René conduise Emiel aux courses à l'arrière du siège duo de sa moto lors de grands déplacements. 
La mobilisation en 1939 et la Seconde Guerre mondiale mettent fin à sa carrière de cycliste »
Il a remporté les critériums de Knokke-Heist et de Staden en 1936 et 1937 et celui de Renaix en 1939

## Palmarès
- 1934
  - 2e de Roubaix-Cassel-Roubaix
- 1935
  - 3e du Circuit de la Meuse
- 1936
  - Circuit du Port de Dunkerque
  - Textielprijs Vichte (nl)
  - 2e du Championnat des Flandres
  - 2e de la Wingene Koers
  - 8e de Paris-Roubaix
- 1937
  - 3e de la Heusden Koers
  - 4e de Paris-Roubaix